# Filisparsa profunda
Filisparsa profunda is een mosdiertjessoort uit de familie van de Oncousoeciidae. De wetenschappelijke naam van de soort is voor het eerst geldig gepubliceerd in 1982 door Harmelin & d'Hondt.